# Byl jednou jeden polda III – Major Maisner a tančící drak
Byl jednou jeden polda III – Major Maisner a tančící drak je česká filmová romantická komedie z roku 1999. Režisérem filmu je Jaroslav Soukup. Hlavní role ve filmu ztvárnili Ladislav Potměšil, Jaroslav Sypal, Ivan Gübel, Jana Synková a Miroslav Moravec. Jedná se o poslední díl filmové trilogie Byl jednou jeden polda.

## Obsazení
| Ladislav Potměšil       | major Václav Maisner          |
| Simona Krainová         | Simona Ptáčková               |
| Jana Synková            | psycholožka Jiřina Kudláková  |
| Miroslav Moravec        | náměstek                      |
| Václav Mareš            | ministr                       |
| Rudolf Hrušínský mladší | patolog Slavíček              |
| Jaroslav Sypal          | kapitán René Hrubec           |
| Ivan Gübel              | nadporučík Kuře               |
| Petra Martincová        | policistka Boženka Vinklářová |
| Jaroslava Bobková       | učitelka                      |
| Tomáš Valík             | důstojník                     |
| Ota Jirák               | starosta František            |
| Vlasta Peterková        | starostová                    |